# Ліберті (Індіана)
Ліберті (англ. Liberty) — місто (англ. town) в США, в окрузі Юніон штату Індіана. Населення — 2000 осіб (2020).

## Географія
Ліберті розташоване за координатами 39°38′6″ пн. ш. 84°55′30″ зх. д. / 39.63500° пн. ш. 84.92500° зх. д. (39.635043, -84.925123).  За даними Бюро перепису населення США в 2010 році місто мало площу 2,23 км², з яких 2,22 км² — суходіл та 0,01 км² — водойми.

## Демографія
Згідно з переписом 2010 року, у місті мешкали 2133 особи в 832 домогосподарствах у складі 558 родин. Густота населення становила 958 осіб/км².  Було 930 помешкань (418/км²).
Расовий склад населення:
| - 96,8 % — білих - 0,8 % — чорних або афроамериканців - 0,4 % — азіатів - 0,3 % — корінних американців - 0,1 % — вихідців з тихоокеанських островів |

До двох чи більше рас належало 0,9 %. Частка іспаномовних становила 1,5 % від усіх жителів.
За віковим діапазоном населення розподілялося таким чином: 28,6 % — особи молодші 18 років, 56,8 % — особи у віці 18—64 років, 14,6 % — особи у віці 65 років та старші. Медіана віку мешканця становила 34,7 року. На 100 осіб жіночої статі у місті припадало 87,4 чоловіків;  на 100 жінок у віці від 18 років та старших — 79,3 чоловіків також старших 18 років.
Середній дохід на одне домашнє господарство  становив 43 688 доларів США (медіана — 38 173), а середній дохід на одну сім'ю — 53 559 доларів (медіана — 51 333). Медіана доходів становила 38 750 доларів для чоловіків та 26 289 доларів для жінок. За межею бідності перебувало 16,0 % осіб, у тому числі 21,9 % дітей у віці до 18 років та 9,6 % осіб у віці 65 років та старших.
Цивільне працевлаштоване населення становило 851 осіб. Основні галузі зайнятості: освіта, охорона здоров'я та соціальна допомога — 31,6 %, виробництво — 13,2 %, роздрібна торгівля — 12,9 %.